# طاحونة موسترت
طاحونة موسترت هي طاحونة هوائية تاريخية في موبراي في كيب تاون بجنوب أفريقيا. بنيت في عام 1796 وكانت أقدم طاحونة هوائية عاملة في جنوب أفريقيا إلى أن دُمرت في حريق في 18 أبريل 2021.